# Prestagilsfoss
Prestagilsfoss (isl. "wodospad wąwozu księży") – wodospad we wschodniej Islandii w wąwozie Prestagil w dolinie potoku Fjarðará, uchodzącego do fiordu Mjóifjörður. Wodospad jest słabo rozpoznany. Opada w postaci kaskady o łącznej wysokości ocenianej na około 160 m wysokości, co sprawia, że może być uznany za czwarty najwyższy wodospad na wyspie. W pobliżu znajduje się inny, bardziej znany wodospad Klifbrekkufossar.
Można do niego dotrzeć drogą nr 953, odchodzącą od głównej drogi krajowej nr 1 w okolicach Egilsstaðir.